# Pyrausta argyralis
Pyrausta argyralis là một loài bướm đêm trong họ Crambidae.